# Borghi di Londra
I borghi di Londra (in inglese London boroughs) sono le suddivisioni amministrative di quartiere in cui è ripartita la metropoli britannica. Ciascuna di esse ha un proprio sindaco e un proprio consiglio.
L'area metropolitana di Londra, i cui servizi comuni sono gestiti dall’Autorità della Grande Londra, è suddivisa in due contee: la Contea della Grande Londra, che include i 32 borghi propriamente detti, e la contea della Città di Londra, ufficialmente non considerata un borgo in quanto regolata da norme sui generis.
Tra i 32 borghi londinesi, 3 hanno il titolo onorifico di "borgo reale" (royal borough), ossia il Borgo reale di Kensington e Chelsea, il Borgo reale di Kingston upon Thames e il Borgo reale di Greenwich, mentre Westminster ha il titolo di città.
Nell'uso comune, i borghi londinesi sono suddivisi tra i 12 borghi della Inner London e i 20 borghi della Outer London:
1. Città di Londra[nota 1] (IL) (Città)
2. Città di Westminster (IL) (Città)
3. Kensington e Chelsea (IL) (Borgo Reale)
4. Hammersmith e Fulham (IL)
5. Wandsworth (IL)
6. Lambeth (IL)
7. Southwark (IL)
8. Tower Hamlets (IL)
9. Hackney (IL)
10. Islington (IL)
11. Camden (IL)
12. Brent (OL)
13. Ealing (OL)
14. Hounslow (OL)
15. Richmond upon Thames (OL) (Borgo Reale)
16. Kingston upon Thames (OL)
17. Merton (OL)

1. Sutton (OL)
2. Croydon (OL)
3. Bromley (OL)
4. Lewisham (IL)
5. Greenwich (IL) (Borgo Reale)
6. Bexley (OL)
7. Havering (OL)
8. Barking e Dagenham (OL)
9. Redbridge (OL)
10. Newham (OL)
11. Waltham Forest (OL)
12. Haringey (OL)
13. Enfield (OL)
14. Barnet (OL)
15. Harrow (OL)
16. Hillingdon (OL)

1. ↑  La City of London non è classificata come London borough e fa contea a sé anziché esser parte della Greater London County come gli altri 32 borghi

## Funzioni
I borghi di Londra sono distretti e hanno funzioni simili ai borghi metropolitani.
Ciascuno di essi è amministrato da un London Borough Council (il consiglio di Westminster, che ha lo status di città, viene chiamato City Council) che sono eletti ogni quattro anni. Le municipalità sono gli enti locali più importanti a Londra e gestiscono gran parte dei servizi pubblici nelle aree di competenza, come scuole, servizi sociali, raccolta dei rifiuti e manutenzione delle strade. Alcune funzioni che coinvolgono più borghi sono delegate alla Greater London Authority. Gli interessi dei borghi presso il Governo ed alcuni servizi vengono curati dalla Association of London Government.
| Servizi                        | Autorità della Grande Londra | Borghi di Londra |
| ------------------------------ | ---------------------------- | ---------------- |
| Istruzione                     |                              | ✔                |
| Settore abitativo              | ✔                            | ✔                |
| Applicazione di pianificazione |                              | ✔                |
| Pianificazione strategica      | ✔                            | ✔                |
| Pianificazione di trasporti    | ✔                            |                  |
| Strade principali              | ✔                            | ✔                |
| Servizi antincendio            | ✔                            |                  |
| Servizi sociali                |                              | ✔                |
| Biblioteche                    |                              | ✔                |
| Tempo libero e svago           |                              | ✔                |
| Raccolta rifiuti               |                              | ✔                |
| Smaltimento rifiuti            |                              | ✔                |
| Salute ambientale              |                              | ✔                |
| Agenzie delle entrate          |                              | ✔                |

## Storia

### Creazione
Dalla metà degli anni trenta, l'area della Grande Londra comprendeva quattro diversi tipi di autorità governative locali: vi erano borghi di contea, borghi municipali, distretti urbani e borghi metropolitani.
I grandi borghi di contea fornivano tutti i servizi pubblici locali e svolgevano i poteri che di solito spettavano ai consigli di contea. Le autorità dei borghi municipali e dei distretti urbani avevano meno poteri. La situazione era resa più complessa e frammentaria a causa del potere dei consigli di contea di delegare ai borghi municipali e ai distretti funzioni come l'istruzione elementare e la fornitura delle biblioteche. La riforma del governo locale di Londra ha cercato di regolarizzare questa disposizione.
La Commissione reale sul governo locale nella Grande Londra (Royal Commission on Local Government in Greater London) è stata fondata nel 1957 e la relazione è stata pubblicata il 19 ottobre 1960. Questa relazione ha proposto la creazione di 52 borough della Grande Londra che avessero una popolazione variabile tra i 100 000 e 250 000 abitanti: questi borough sarebbero stati costituiti da unità territoriali esistenti e fusioni o scissioni di più unità.
Nel dicembre del 1961 il governo ha proposto la creazione di solo 34 borough, piuttosto che 52, e ha dettagliato i loro confini; il numero proposto è stato ulteriormente ridotto a 32 nel 1962.
Le municipalità hanno assunto la forma attuale il 1º aprile 1965, con la creazione della Grande Londra: 12 borough della ex-contea di Londra sono stati designati come borough della Inner London mentre altri 20 sono stati designati come borough della Outer London.
Le prime elezioni si erano, del resto, già tenute nel maggio del 1964 ed i neo eletti London Borough Councils furono una sorta di autorità "ombra" prima di entrare ufficialmente in carica l'anno successivo.
I nuovi organi avevano un'autorità più ampia degli enti che avevano sostituito (metropolitan boroughs nella Inner London, urban district e municipal borough nelle aree circostanti). D'altronde i tre county borough di Croydon, West Ham and East Ham, che cessarono anch'essi di esistere nel nuovo ordinamento locale, avevano poteri maggiori dei borough londinesi che li sostituirono.

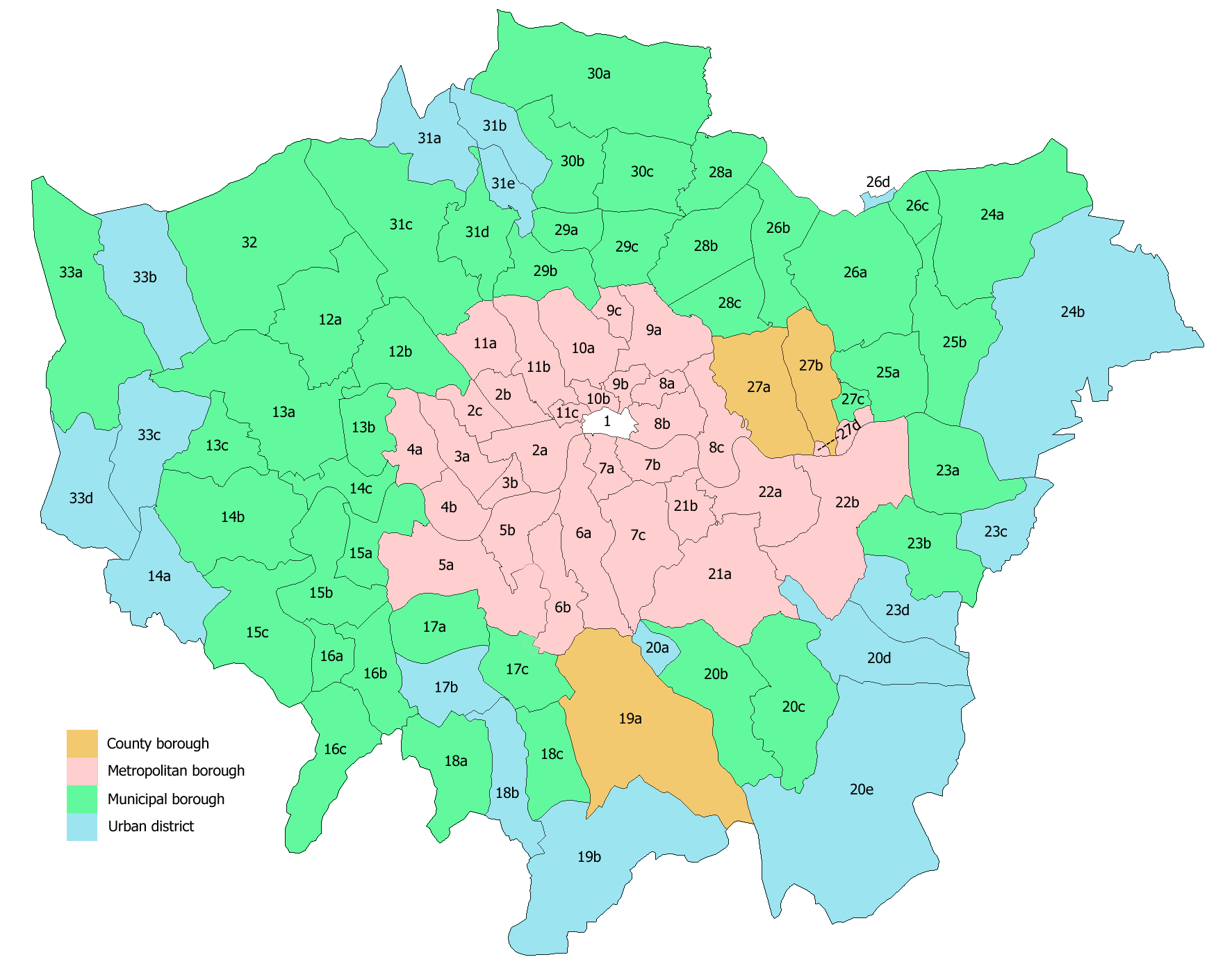
Autorità locali precedenti nell'area della Grande Londra

| Borough di Londra    | Titolo       | Aree precedenti                                   | Aree precedenti                                  | Aree precedenti                                 | Aree precedenti                                     | Aree precedenti                                     |
| -------------------- | ------------ | ------------------------------------------------- | ------------------------------------------------ | ----------------------------------------------- | --------------------------------------------------- | --------------------------------------------------- |
| Camden               | Inner London | Metropolitan Borough of Hampstead (11a)           | Metropolitan Borough of St. Pancras (11b)        | Metropolitan Borough of Holborn (11c)           |                                                     |                                                     |
| Greenwich            | Inner London | Metropolitan Borough of Greenwich (22a)           | Metropolitan Borough of Woolwich (parte) (22b)   |                                                 |                                                     |                                                     |
| Hackney              | Inner London | Metropolitan Borough of Hackney (9a)              | Metropolitan Borough of Shoreditch (9b)          | Metropolitan Borough of Stoke Newington (9c)    |                                                     |                                                     |
| Hammersmith          | Inner London | Metropolitan Borough of Hammersmith (4a)          | Metropolitan Borough of Fulham (4b)              |                                                 |                                                     |                                                     |
| Islington            | Inner London | Metropolitan Borough of Islington (10a)           | Metropolitan Borough of Finsbury (10b)           |                                                 |                                                     |                                                     |
| Kensington e Chelsea | Inner London | Metropolitan Borough of Kensington (3a)           | Metropolitan Borough of Chelsea (3b)             |                                                 |                                                     |                                                     |
| Lambeth              | Inner London | Metropolitan Borough of Lambeth (6a)              | Metropolitan Borough of Wandsworth (parte) (6b)  |                                                 |                                                     |                                                     |
| Lewisham             | Inner London | Metropolitan Borough of Lewisham (21a)            | Metropolitan Borough of Deptford (21b)           |                                                 |                                                     |                                                     |
| Southwark            | Inner London | Metropolitan Borough of Bermondsey (7b)           | Metropolitan Borough of Camberwell (7c)          | Metropolitan Borough of Southwark (7a)          |                                                     |                                                     |
| Tower Hamlets        | Inner London | Metropolitan Borough of Bethnal Green (8a)        | Metropolitan Borough of Poplar (8c)              | Metropolitan Borough of Stepney (8b)            |                                                     |                                                     |
| Wandsworth           | Inner London | Metropolitan Borough of Battersea (5b)            | Metropolitan Borough of Wandsworth (parte) (5a)  |                                                 |                                                     |                                                     |
| Westminster          | Inner London | Metropolitan Borough of Paddington (2c)           | Metropolitan Borough of Saint Marylebone (2b)    | Metropolitan Borough of Westminster (2a)        |                                                     |                                                     |
| Barking              | Outer London | Municipal Borough of Barking (parte) (25a)        | Municipal Borough of Dagenham (parte) (25b)      |                                                 |                                                     |                                                     |
| Barnet               | Outer London | Barnet Urban District (31a)                       | East Barnet Urban District (31b)                 | Municipal Borough of Finchley (31d)             | Municipal Borough of Hendon (31c)                   | Friern Barnet Urban District (31e)                  |
| Bexley               | Outer London | Municipal Borough of Bexley (23b)                 | Municipal Borough of Erith (23a)                 | Crayford Urban District (23c)                   | Chislehurst and Sidcup Urban District (parte) (23d) |                                                     |
| Brent                | Outer London | Municipal Borough of Wembley (12a)                | Municipal Borough of Willesden (12b)             |                                                 |                                                     |                                                     |
| Bromley              | Outer London | Municipal Borough of Bromley (20c)                | Municipal Borough of Beckenham (20b)             | Orpington Urban District (20e)                  | Penge Urban District (20a)                          | Chislehurst and Sidcup Urban District (parte) (20d) |
| Croydon              | Outer London | County Borough of Croydon (19a)                   | Coulsdon and Purley Urban District (19b)         |                                                 |                                                     |                                                     |
| Ealing               | Outer London | Municipal Borough of Acton (13b)                  | Municipal Borough of Ealing (13a)                | Municipal Borough of Southall (13c)             |                                                     |                                                     |
| Enfield              | Outer London | Municipal Borough of Edmonton (30c)               | Municipal Borough of Enfield (30a)               | Municipal Borough of Southgate (30b)            |                                                     |                                                     |
| Haringey             | Outer London | Municipal Borough of Hornsey (29b)                | Municipal Borough of Tottenham (29c)             | Municipal Borough of Wood Green (29a)           |                                                     |                                                     |
| Harrow               | Outer London | Municipal Borough of Harrow (32)                  |                                                  |                                                 |                                                     |                                                     |
| Havering             | Outer London | Municipal Borough of Romford (24a)                | Hornchurch Urban District (24b)                  |                                                 |                                                     |                                                     |
| Hillingdon           | Outer London | Hayes and Harlington Urban District (33c)         | Ruislip Northwood Urban District (33b)           | Municipal Borough of Uxbridge (33a)             | Yiewsley and West Drayton Urban District (33d)      |                                                     |
| Hounslow             | Outer London | Municipal Borough of Brentford and Chiswick (14c) | Feltham Urban District (14a)                     | Municipal Borough of Heston and Isleworth (14b) |                                                     |                                                     |
| Kingston upon Thames | Outer London | Municipal Borough of Kingston upon Thames (16a)   | Municipal Borough of Malden and Coombe (16b)     | Municipal Borough of Surbiton (16c)             |                                                     |                                                     |
| Merton               | Outer London | Municipal Borough of Mitcham (17c)                | Merton and Morden Urban District (17b)           | Municipal Borough of Wimbledon (17a)            |                                                     |                                                     |
| Newham               | Outer London | County Borough of West Ham (27a)                  | County Borough of East Ham (27b)                 | Municipal Borough of Barking (parte) (27c)      | Metropolitan Borough of Woolwich (parte) (27d)      |                                                     |
| Redbridge            | Outer London | Municipal Borough of Ilford (26a)                 | Municipal Borough of Wanstead and Woodford (26b) | Municipal Borough of Dagenham (parte) (26c)     | Chigwell Urban District (parte) (26d)               |                                                     |
| Richmond upon Thames | Outer London | Municipal Borough of Barnes (15a)                 | Municipal Borough of Richmond (15b)              | Municipal Borough of Twickenham (15c)           |                                                     |                                                     |
| Sutton               | Outer London | Municipal Borough of Beddington (18c)             | Carshalton Urban District (18b)                  | Municipal Borough of Sutton and Cheam (18a)     |                                                     |                                                     |
| Waltham Forest       | Outer London | Municipal Borough of Chingford (28a)              | Municipal Borough of Leyton (28c)                | Municipal Borough of Walthamstow (28b)          |                                                     |                                                     |

### Consiglio della Grande Londra
Tra il 1965 ed il 1986, i borough divisero il potere locale con il Consiglio della Grande Londra (GLC) e solamente quando, il 1º aprile 1986, il GLC venne abrogato, i borough, ereditando gran parte delle funzioni precedentemente assolte da l'ente abrogato, ottennero i poteri tipici delle contee. I borough hanno conservato molte loro funzioni anche dopo la creazione, nel 2000, della Greater London Authority, che comprende tutta l'area occupata dalla vecchia GLC, ma con poteri più limitati.
La Città di Londra è amministrata da un organo distinto, la Corporazione di Londra, ben più antica dei borough londinesi.

### Cambio di nomi e di confini
Il Local Government Act 1972 prevedeva un meccanismo per cui il nome di un borough londinese e del suo consiglio potesse essere cambiato: questo diritto è stato ripreso dal borough londinese di Hammersmith (cambiato in Hammersmith e Fulham) il 1º aprile 1979 e dal borough londinese di Barking (cambiato in Barking e Dagenham) il 1º gennaio 1980. I nuovi nomi di questi borough sono formati dall'unione di due nomi di località che erano stati esclusi alla creazione dei borghi.
Il London Government Act 1963 forniva la possibilità per quelle comunità ai margini della Grande Londra che presentavano petizioni per il trasferimento da un borough di Londra verso un distretto di contea confinante. Questi sono stati completati nel 1969 con i trasferimenti di Knockholt da Bromley al Kent e di Farleigh e Hooley da Croydon al Surrey. Al contempo, l'atto ha consentito anche i trasferimenti verso i quartieri di Londra dalle contee contigue dove vi fosse consenso per il cambiamento tra tutte le autorità locali competenti: questo potere è stato utilizzato per scambiare due isole sul fiume Tamigi tra Richmond upon Thames e il Surrey.
La Commissione sui confini del governo locale per l'Inghilterra (Local Government Boundary Commission for England) è stata istituita dall'Atto del governo di Londra del 1972 per riesaminare periodicamente i confini della Greater London e quelli dei borough di Londra. La prima revisione dei confini è iniziata il 1º aprile 1987 e attuata nel 1992. Successivamente, sono stati apportati una serie di aggiustamenti dei confini dei borough relativamente minori, per esempio la modifica che ha riunito l'intero complesso di Becontree nel borgo di Barking e Dagenham. Anche il confine della Città di Londra con alcuni borough adiacenti stati regolati per rimuovere alcune anomalie.

### Greater London Authority
Nel 2000 è stata istituita la Greater London Authority, con l'Assemblea di Londra e la figura del Sindaco di Londra.
In quanto autorità strategica, l'Autorità della Grande Londra ha assorbito solo poteri limitati dai consigli dei borough , come le principali autostrade e la strategia di pianificazione.

## Boroughnella Inner London
| Borough              | Amministrazione | Sede                                         | Area (km²) | Popolazione (stima del 2013) | Coordinate         | N° nella mappa |
| -------------------- | --------------- | -------------------------------------------- | ---------- | ---------------------------- | ------------------ | -------------- |
| Camden               | Laburista       | WC1H, St Pancras, Judd Street                | 21,76      | 229 179                      | 51.529°N 0.1255°W  | 11             |
| Greenwich            | Laburista       | SE18 6PW, Woolwich, Wellington Street        | 47,34      | 264 008                      | 51.4892°N 0.0648°E | 22             |
| Hackney              | Laburista       | E8 1EA, Hackney Central, Mare Street         | 19,06      | 257 379                      | 51.545°N 0.0553°W  | 9              |
| Hammersmith e Fulham | Laburista       | W6 9JU, Hammersmith, King Street             | 16,39      | 178 685                      | 51.4927°N 0.2339°W | 4              |
| Islington            | Laburista       | N1 2UD, Islington, Upper Street 222          | 14,87      | 215 667                      | 51.5416°N 0.1022°W | 10             |
| Kensington e Chelsea | Conservatrice   | W8 7NX, Kensington, Hornton Street           | 12,12      | 155 594                      | 51.502°N 0.1947°W  | 3              |
| Lambeth              | Laburista       | SW2 1RW Brixton, Brixton Hill                | 32.01      | 314 242                      | 51.4607°N 0.1163°W | 6              |
| Lewisham             | Laburista       | SE6 4RU, Catford, Catford Road 1             | 35,15      | 286 180                      | 51.4452°N 0.0209°W | 21             |
| Southwark            | Laburista       | SE1 2QH, Southwark, Tooley Street 160        | 28,85      | 298 464                      | 51.5035°N 0.0804°W | 7              |
| Tower Hamlets        | Laburista       | E14 2BG, Blackwall, Clove Crescent 5         | 19,76      | 272 890                      | 51.5099°N 0.0059°W | 8              |
| Wandsworth           | Conservatrice   | SW18 2PU, Wandsworth, Wandsworth High Street | 34,27      | 310 516                      | 51.4567°N 0.191°W  | 5              |
| Westminster          | Conservatrice   | SW1E 6QP, Westminster, Victoria Street 64    | 21,47      | 226 841                      | 51.4973°N 0.1372°W | 2              |

### Città di Londra
La Città di Londra è la trentatreesima divisione della metropoli britannica ma, nonostante non sia un borgo londinese, può essere incluso nella definizione di "Inner London".
| Borgo           | Amministrazione | Sede                                       | Area (km²) | Popolazione (stima del 2011) | Coordinate         | N° nella mappa |
| --------------- | --------------- | ------------------------------------------ | ---------- | ---------------------------- | ------------------ | -------------- |
| Città di Londra | Sui generis     | Guildhall, EC2V 7HH, Cheap, Gresham Street | 2,9        | 7 375                        | 51.5155°N 0.0922°W | 1              |

## Boroughnella Outer London
| Borough              | Amministrazione    | Sede                                         | Area (km²) | Popolazione (stima del 2013) | Coordinate         | N° nella mappa |
| -------------------- | ------------------ | -------------------------------------------- | ---------- | ---------------------------- | ------------------ | -------------- |
| Barking e Dagenham   | Laburista          | IG11 7NB, Barking, Town Square 1             | 36,08      | 194 352                      | 51.5607°N 0.1557°E | 25             |
| Barnet               | Conservatrice      | N11 1NP, New Southgate, Oakleigh Road South  | 86,74      | 369 088                      | 51.6252°N 0.1517°W | 31             |
| Bexley               | Conservatrice      | DA6 7LB, Bexleyheath, Broadway               | 60,55      | 236 687                      | 51.4549°N 0.1505°E | 23             |
| Brent                | Laburista          | HA9 0FJ, Wembley, Engineers Way              | 43,25      | 317 264                      | 51.5588°N 0.2817°W | 12             |
| Bromley              | Conservatrice      | BR1 3UH, Bromley, Stockwell Close            | 150,14     | 317 899                      | 51.4039°N 0.0198°E | 20             |
| Croydon              | Laburista          | CR9 3JS, Croydon, Park Lane                  | 86,53      | 372 752                      | 51.3714°N 0.0977°W | 19             |
| Ealing               | Laburista          | W5 2HL, Ealing, Uxbridge Road 14-16          | 55,53      | 342 494                      | 51.513°N 0.3089°W  | 13             |
| Enfield              | Laburista          | EN1 3XA, Enfield, Silver Street              | 82,21      | 320 524                      | 51.6538°N 0.0799°W | 30             |
| Haringey             | Laburista          | N22 8LE, Wood Green, High Road               | 29,58      | 263 386                      | 51.6°N 0.1119°W    | 29             |
| Harrow               | Laburista          | HA1 2XH, Harrow, Station Road                | 50,48      | 243 372                      | 51.5898°N 0.3346°W | 32             |
| Havering             | indipendente       | RM1 3BB, Romford, Main Road                  | 112,28     | 242 080                      | 51.5812°N 0.1837°E | 24             |
| Hillingdon           | Conservatrice      | UB8 1UW, Uxbridge, High Street               | 115,69     | 286 806                      | 51.5441°N 0.476°W  | 33             |
| Hounslow             | Laburista          | TW3 4DN, Hounslow, Lampton Road              | 55,97      | 262 407                      | 51.4746°N 0.368°W  | 14             |
| Kingston upon Thames | Conservatrice      | KT1 1EU, Kingston upon Thames, High Street   | 37,25      | 166 793                      | 51.4085°N 0.3064°W | 16             |
| Merton               | Laburista          | SM4 5DX, Morden, London Road                 | 37,61      | 203 223                      | 51.4014°N 0.1958°W | 17             |
| Newham               | Laburista          | E16 2QU, Newham Dockside, Dockside Road 1000 | 36,21      | 318 227                      | 51.5077°N 0.0469°E | 27             |
| Redbridge            | Laburista          | IG1 1DD, Ilford, High Road 128-142           | 56,41      | 288 272                      | 51.559°N 0.0741°E  | 26             |
| Richmond upon Thames | Conservatrice      | TW1 3BZ, Twickenham, York Street 44          | 57,42      | 191 365                      | 51.4479°N 0.326°W  | 15             |
| Sutton               | Liberaldemocratici | SM1 1EA, Sutton, St. Nicholas Way            | 43,85      | 195 914                      | 51.3618°N 0.1945°W | 18             |
| Waltham Forest       | Laburista          | E17 4JF, Walthamstow, Forest Road            | 38,82      | 265 797                      | 51.5908°N 0.0134°W | 28             |